# Alexandre Brongniart
Alexandre Brongniart (10 de febrer de 1770 - 7 d'octubre de 1847) va ser un químic, mineralòleg i zoòleg francès, col·laborà amb Georges Cuvier en un estudi geològic dels voltants de París. Era fill de l'arquitecte Alexandre-Théodore Brongniart i pare del botànic Adolphe-Théodore Brongniart.
Va ser nomenat el 1800 pel ministre d'interior Lucien Bonaparte director de la Manufacture nationale de Sèvres. Va romandre al seu càrrec a Sèvres 47 anys.
Brogniart introduí una nova classificació dels rèptils i va escriure diversos tractats de mineralogia i de ceràmica. Va fer un ampli estudi dels trilobits i sobre estratigrafia desenvolupant la datació pels fòssils.
Brongniart també va ser el fundador del Musée national de Céramique-Sèvres (Museu Nacional de Ceràmica). El 1823 va ser elegit membre estranger de la Reial Acadèmia Sueca de Ciències.